# Синдром на професионалното изчерпване
Синдром на професионалното изчерпване (на английски: burnout) е понятие, използвано в статията „Прегарянето: високата цена на високите постижения“ на американския психиатър Хърбърт Фройденбергер през 1974 г., който забелязва този синдром сред своите колеги. Характеризира се със специфични симптоми и стадии на развитие.
Основният аспект на този синдром е повишеното чувство за интелектуално, емоционално и физиологично изтощение. Без да има строга дефиниция, се разглежда като професионален феномен, който влияе върху всички аспекти на личността: физиологични, емоционални, поведенчески, включително проява на самоубийствени настроения, инсулт, инфаркт, колит, язва, гастрит, затлъстяване, мигрена, астма, стерилитет. В последните години изследванията обхващат все по-широк кръг от професии – полицаи, учители, журналисти, лекари, научни работници и др. По данни от проучване на Националното сдружение на общопрактикуващите лекари, 70% от лекарите в България страдат от този синдром.
Като противодействие на това професионално заболяване се препоръчва развиване на интереси извън работното място – нещо, което се върши с удоволствие. През 1982 г. американският психолог Кристина Маслах (Christina Maslach) заедно с колежката си Сюзън Джаксън (Susan E. Jackson) разработва научен метод за изучаване на синдрома на професионалното изчерпване, благодарение на който създава първия тест, оценяващ нивото му – Maslach Burnout Inventory (MBI). Развитието на синдрома е пропорционално на несъответствието между личност и професия. Кристина Маслах определя шест основни области на несъответствие:
1. Изисквания към работещия и неговите реални възможности.
2. Стремеж към независимост в работата и степента на приложен контрол.
3. Вложени усилия в работата и недооценка на приносите.
4. Отсъствие на позитивни взаимоотношения с работния колектив.
5. Отсъствие на справедливи взаимоотношения в работата.
6. Етични принципи на личността и изискванията на работата.

Докторът по психология Арч Харт констатира определени различия между стреса и синдрома на професионалното изчерпване, простиращи се в границите между физическата хиперактивност и емоционалното изчерпване.